# Mathilde Nelles
Mathilde Nelles, née le 7 octobre 1997 à Malmedy en Belgique, est une skieuse alpine belge.

## Biographie
En 2017, elle prend la 3e place en team event avec la Belgique lors des Mondiaux juniors à Åre.

## Palmarès

### Mondiaux juniors
- Åre 2017 :
  -  Médaille de bronze en team event.